# Holarctisch gebied

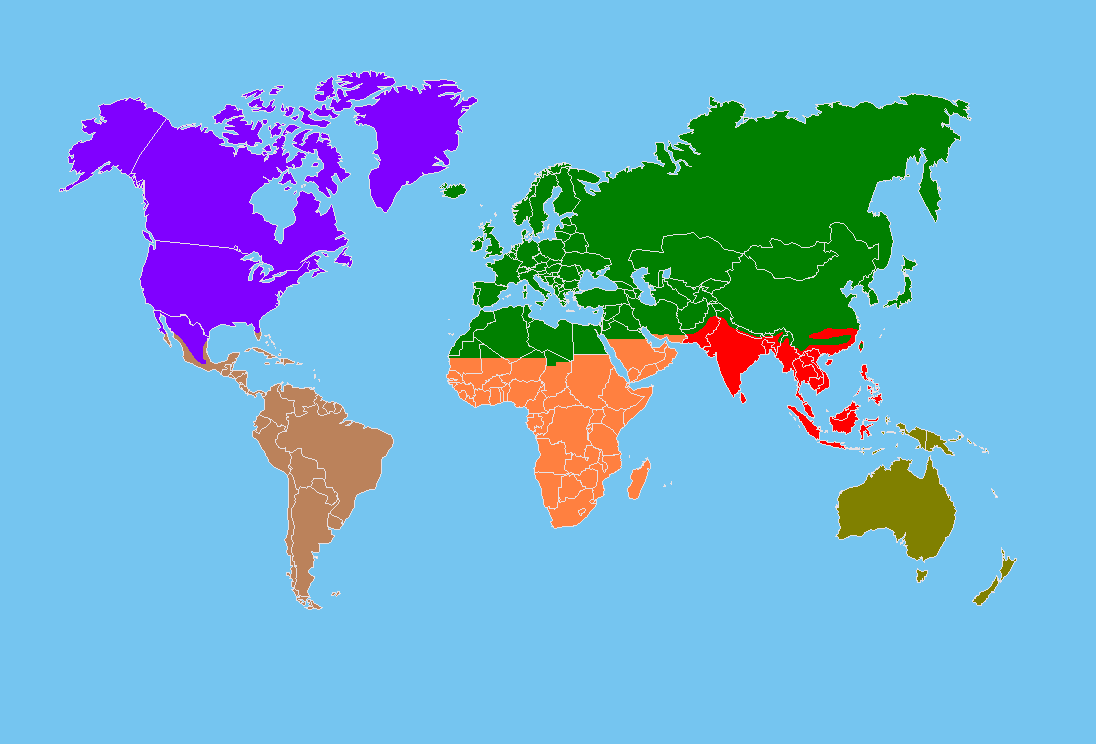
De ecozones, waarin het Holarctisch gebied verdeeld is in :
Nearctisch gebied
Palearctisch gebied

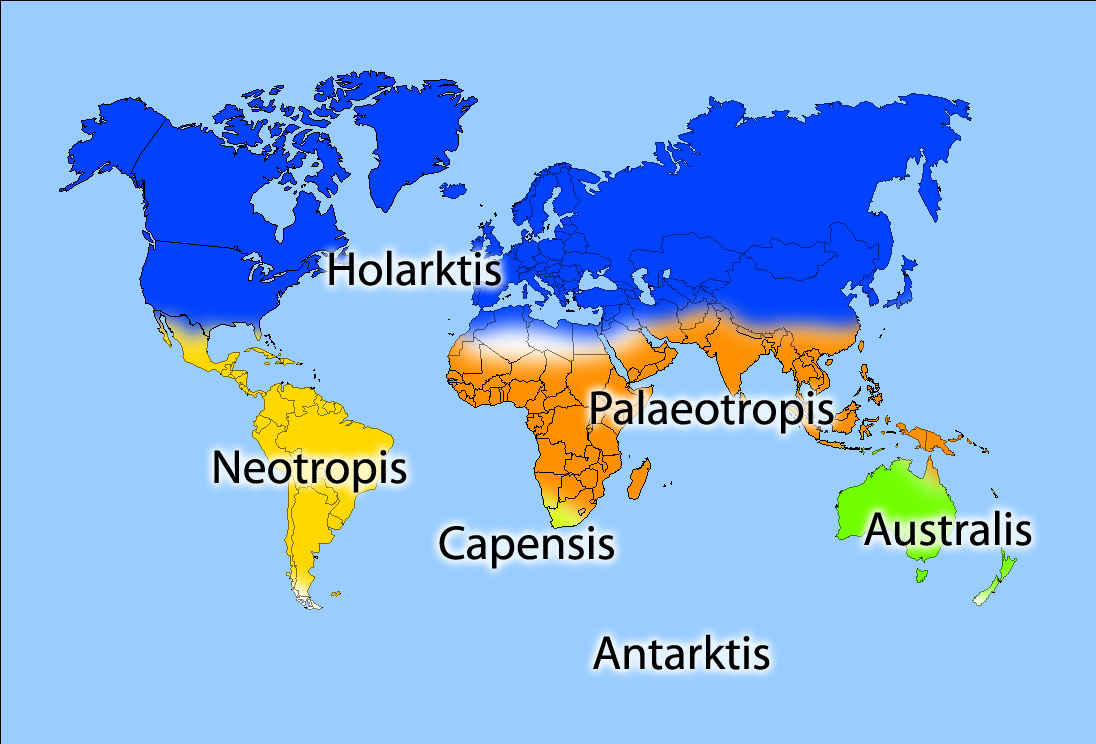
De florarijken waarin Holarctis één rijk is

Het Holarctische gebied, ook bekend als het Holarctische rijk of de Holarctis, is in de biogeografie een van de grote gebieden waarin de aarde wordt verdeeld.
Holarctis is ook de naam van een van de zes florarijken. Het omvat de koudere delen van het Noordelijk Halfrond: Noord-Amerika zuidelijk tot in Mexico, Europa, Noord-Afrika en Azië behalve delen van het Arabisch Schiereiland, Zuid-Azië en Zuidoost-Azië. Het wordt vaak in twee kleinere gebieden verdeeld, het Nearctisch gebied in Noord-Amerika en het Palearctisch gebied in Eurazië en Noord-Afrika. Bij de florarijken, die op de verspreiding van planten gebaseerd zijn is de indeling wat anders en wordt het als een gebied gerekend.
Ook verschillende groepen van zoogdieren hebben een verspreiding die tot op zekere hoogte overeenkomt met de grenzen van het Holarctisch gebied, zoals de woelmuizen, de roodtandspitsmuizen en de mollen. Ook soorten als de vos en de bruine beer komen in het hele Holarctische gebied voor.